# Do-in
Do-in é uma técnica de medicina alternativa de automassagem de origem oriental, que basicamente utiliza a pressão dos dedos das mãos em pontos específicos do corpo humano, com objetivo de trazer alívio, prevenir, identificar e tratar enfermidades, como dores de diversas origens e problemas relacionados ao estresse, como ansiedade e insônia.
Apesar de alguns estudos sugerirem que do-in pode ser eficaz em ajudar a aguentar náusea e vômitos, insônia, lombalgia, enxaqueca, obstipação, entre outros, tais estudos foram criticados por serem provavelmente tendenciosos. Não há evidências científicas confiáveis que confirmem a suposta eficácia do do-in.

## Etimologia
"Do-In", palavra de origem japonesa, significa literalmente "o caminho da casa", sendo a "casa" uma metáfora para o corpo humano saudável.

## Origens
O Do-in tem suas origens nas práticas milenares de automassagem da medicina chinesa antiga, que remontam a mais de 5000 anos de idade, no período do Imperador Amarelo, que com seus livros clássicos criou as bases da medicina tradicional chinesa. Ainda na antiguidade, estas técnicas ancestrais de auto-massagem espalharam-se rapidamente pelo resto do oriente, ao longo dos anos se adaptando em cada cultura.
Assim, apesar da ancestralidade chinesa, foi no Japão que o termo "Do-in" foi cunhado e popularizado para o ocidente no século XX, através de japoneses como George Ohsawa e Michio Kushi. No Brasil, o popularizador desta técnica é Juracy Cançado, autor de vários livros no século XX sobre o assunto.
Tem ancestralidade comum à outras massagens orientais, como o Tuiná e o Shiatsu.

## Princípios

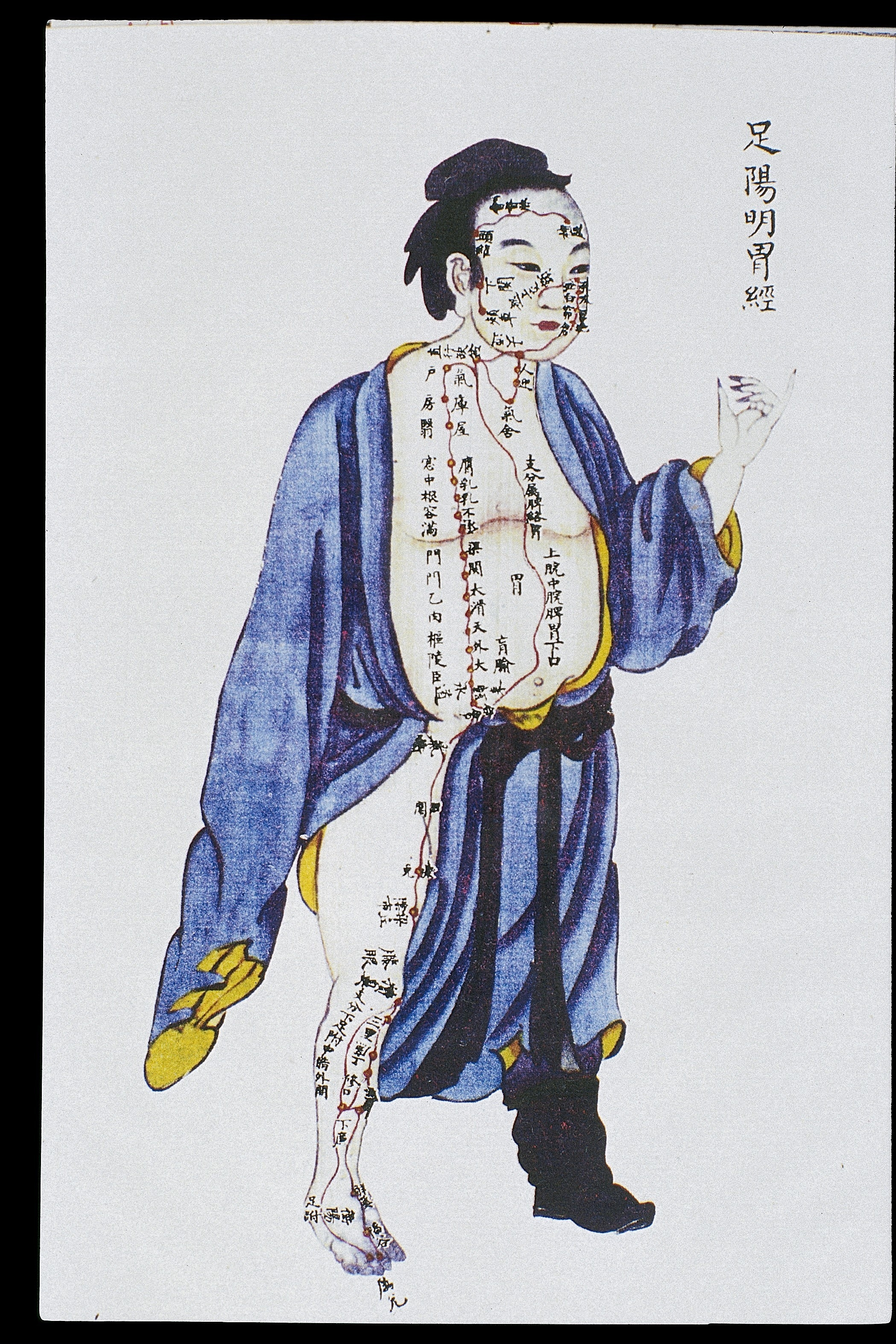
Os mesmos pontos utilizados na Acupuntura são a base do Do-In

Os pontos massageados no Do-In são os mesmos utilizados em outras práticas da medicina tradicional chinesa e japonesa, como a acupuntura, e se localizam nos chamados meridianos energéticos do corpo humano.

### Sedação e estimulação
O do-in serve-se dos mesmos pontos utilizados na acupuntura para tratar e prevenir distúrbios e enfermidades no corpo, restaurando, segundo os conceitos da medicina chinesa tradicional, o fluxo da energia Ki, onde esta tenha sofrido bloqueios ou desequilíbrios.
É usada também como técnica de primeiros socorros para certos males, na qual o próprio paciente se auto-aplica a massagem.
A massagem consiste, basicamente, no emprego de dois tipos de toque:
- Sedação - pressão contínua sobre um ponto;
- Estimulação - pressão intermitente sobre um ponto.

### Visão holística do Do-In
De acordo com Michio Kushi, popularizador no ocidente de métodos orientais de saúde, o Do-In deve funcionar aliado e integrado à outras práticas, como cuidados com a dieta, respiração, relações sociais e caminho espiritual.